# LEWA

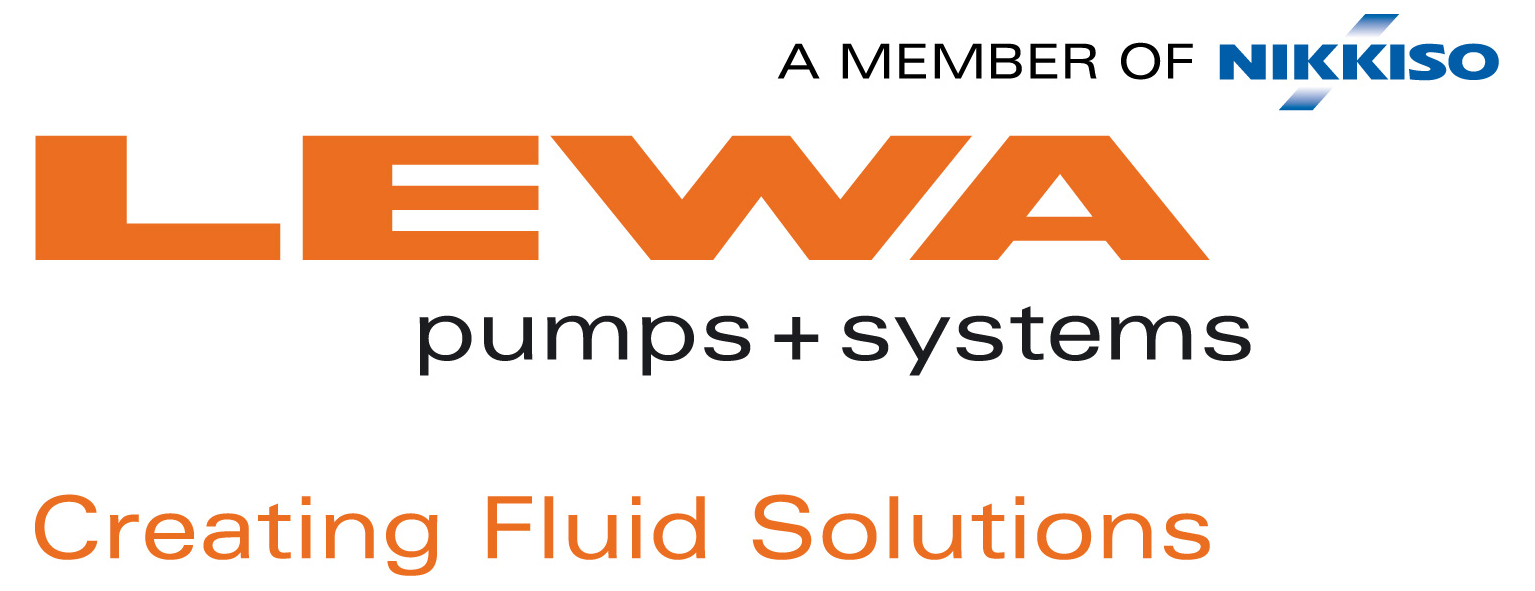
Ehemaliges Logo

Die LEWA GmbH ist Hersteller für Dosier-Membranpumpen, Prozesspumpen sowie komplette Dosiersysteme und -anlagen. Das Unternehmen hat sich in den letzten Jahren vom reinen Technologie- zum Lösungsanbieter entwickelt. LEWA-Systeme werden in der Öl- und Gas-Industrie ebenso wie in der Chemie eingesetzt.
Hauptsitz des Unternehmens ist Leonberg bei Stuttgart. LEWA ist Teil der Atlas Copco Group.

## Geschichte
Das Unternehmen wurde 1952 als „Ingenieurbüro LEWA“ durch die Ingenieure Herbert Ott und Rudolf Schestag gegründet. LEWA steht für „Leonberger Wasseraufbereitung“. 1954 meldete LEWA das erste Patent für die Kipphebelpumpe an. 1955 nahm das Unternehmen zum ersten Mal an der Achema-Messe in Frankfurt am Main teil.
Ab 1961 existierte eine Forschungsgruppe, die die Forschung und die Entwicklung der Pumpen vorantrieb. Im Jahre 1968 ließ LEWA sich die eigens entwickelte Sandwich-Membran patentieren. Ab 1972 befasste sich das Unternehmen auch mit der Entwicklung von Systemen.
Mit dem Tod von Herbert Ott 1999 endete die Tradition als Familienunternehmen. 2003 wurde die Membranpumpe LEWA ecoflow auf den Markt gebracht, deren Verkauf einen wichtigen Teil des Geschäfts von LEWA ausmacht.
Im Jahr 2006 erwarb die Deutsche Beteiligungs AG das Unternehmen. Seit 2009 gehört LEWA zum japanischen Unternehmen Nikkisō. Dieses ist in Japan Marktführer bei der Wasseraufbereitung für Wärme- und Atomkraftwerke und Anbieter von Pumpen und Klappen für die Flugzeug-Schubumkehr. Weltweit ist Nikkisō die Nummer drei bei mobilen Dialysegeräten.
2011 entwickelte LEWA das System LEWA EcoPrime für die Prozesschromatographie.
Am 1. Januar 2013 gab der langjährige Geschäftsführer Bernd Stütz seine Position an Naota Shikano ab. Im Januar 2016 wurde das Management umstrukturiert. Neuer Geschäftsführer wurde Peter Wagner, der auch die Leitung der neugeschaffenen Industrial Division übernahm, bestehend aus der LEWA-Gruppe, Geveke NV, Nikkiso Cryo und dem japanischen Pumpengeschäft von Nikkiso. Shikano wechselte zum Mutterkonzern nach Japan. Zum 1. September 2018 wurde Wagner von Tsunehisa Suita an der Spitze der LEWA-Gruppe abgelöst, während Wagner die Führung der zuvor vom Mutterkonzern Nikkiso erworbenen Unternehmensgruppe Cryogenic Industries übernahm. Seit 2022 ist LEWA Teil der schwedischen Atlas Copco Group.

## LEWA heute
Die Kunden von LEWA kommen überwiegend aus den Branchen Chemie und Petrochemie, Öl und Gas, Energie und Umwelt, Pharma, Wasch- und Reinigungsmittel.
LEWA produziert
- Dosier-Membranpumpen (u. a. LEWA ecoflow, LEWA ecodos, LEWA ecosmart) mit Förderdrücken bis 1200 bar
- Prozesspumpen (u. a. LEWA triplex) mit Förderdrücken bis 1200 bar
- Dosiersysteme (u. a. LEWA ecofoam)
- komplexe Dosieranlagen und Mischanlagen sowie
- Odorieranlagen.